# Чабла
Чабла́ (рос. Чабла) — присілок у складі Бугурусланського району Оренбурзької області, Росія.

## Населення
Населення — 71 особа (2010; 79 у 2002).
Національний склад (станом на 2002 рік):
- росіяни — 53 %